# Mikołaj z Kozłowa
Mikołaj z Kozłowa herbu Lis. (zm. 6 listopada 1443) – profesor i rektor Akademii Krakowskiej uczestnik soboru bazylejskiego.
Był synem Mszczuja komornika sądu ziemskiego krakowskiego. 14 września 1398 otrzymał stopień bakałarza w 1402 – magister artium Uniwersytetu Praskiego. Z Akademią Krakowska związał się ok. 1404, w 1410 – magister artium Akademii Krakowskiej. W  1410–1411 był rektorem Akademii i rozpoczął studia teologiczne. Bakałarzem teologii został w 1412 w jego studiach nastąpiła kilkuletnia przerwa, bo w 1420 był dalej bakałarzem.  W latach 1414–1420 – wicekanclerz Uniwersytetu Krakowskiego, doktor 1425 i profesor teologii 1427; 1422 – kanonik poznański, 1426/1427 – kanonik kolegiaty św. Floriana na Kleparzu, 1433 – kanonik katedralny krakowski. Zbigniew Oleśnicki mianował go w 1433 swoim reprezentantem na soborze w Bazylei. Inkorporował się  do soboru 17 października 1433 r. razem z Tomaszem Strzępińskim, delegatem arcybiskupa gnieźnieńskiego podczas soboru występował jako kanonik krakowski.